# اليزابيث سترايد
اليزابيث بريد (27 نوفمبر 1843 - 30 سبتمبر 1888) كانت إحدى ضحايا جرائم قتل وايت تشابل ونسبت وفاتها للسفاح جاك السفاح، الذي يعتقد أنه قتل وتشوه خمس نساء على الأقل في منطقة وايت تشابل في لندن من أواخر شهر أغسطس إلى أوائل نوفمبر 1888.

## روابط خارجية
- كتيب: جاك السفاح